# 小黑 (马来西亚歌手)
小黑，本名Raju Kumara，印度裔馬來西亞柔佛人，以演唱福建話歌曲著名。座右銘“心存正能量，任何困难和阻碍都会成为过去”。是马来西亚一位超级正能量的专业歌手。永远都是把满满的正能量和欢乐带给身边的每一位。因为开朗乐天派的性格广受粉丝们的爱戴。时常被邀请到处演唱。除了马来西亚，其他演出国家和地区还有新加玻，台湾，香港，中国大陆，泰国和越南等。
在新加坡歷史最悠久、最有影響力的電視歌唱比賽鬥歌競藝中榮獲冠軍。备受好评。马来西亞資深音樂人范俊福為小黑製作了許多歌曲。第一张专辑 (歹路吾通) 一砲而紅，从此開啟了演唱福建話/ 闽南语歌曲的生涯。小黑每一张专辑都备受好评和热卖。最为知名的歌曲為阮是歹名命人,歹路吾通行, 爱拼拼到底，一人一半感情袂散, 好势了，拼出一片天，兴旺发等

## 生平
小黑在马来西亚柔佛州巴口新村。五岁时随同父母迁居麻坡六里巴口新村。上有三兄，下有一弟一妹，排行第四。三哥在12 岁因心脏有孔逝世。父是校工，母是家庭主妇。一家大小都居住在学校的宿舍。生活清贫。有时三餐不齐，还需靠老师和邻居提供暖助。小黑所做的都是一些苦力的工作。日子过的清苦。往往的挨打受骂。工作环境不好，照成营养不足体弱多病，健康时常出现问题。康复之后却得不到老板的体谅就叫他不用再上班了。凭着小黑不折不饶，不向困难低头，不向命运妥协的毅力和精神，小黑到底还是熬了起来。小黑一般都会以华语和福建话来和华裔同胞做交流。但也会以淡米尔来与印度同胞做交流。小黑的华语和福建话除了是自己自修得来，也是因为曾经受过六年的华小教育。另一个原因就是从小结交的伙伴都是讲华语和福建（闽南语）为主。而他本身是100% 的印裔血统人士。

## 事业
小黑平时就喜欢哼哼唱唱。在新加玻当建筑工友的时候受到朋友的鼓励和支持，而参加了《 1990年新加坡 SBC 斗歌竞艺 》比赛。在两千名参赛者脱颖而出。荣获星加坡全国最佳演绎歌手奖。回到本国之后，得到唱片公司的青睬。从此小黑就和乐坛扯不了关系，就不断地把天生独特的唱腔全面在专辑里发挥出来。小黑都是唱一些比较有难度激励强劲音乐感曲歌曲。这样才能将自己浑厚的歌声淋漓尽致的发挥出来。《小黑》这个译名是由唱片公司为他而取得。主要是以其肤色有关而且也容易记。同时在马来西亚歌迷们还给了小黑另外一个称号《福建歌神》。主要原因是小黑身为异族却能把福建歌曲里的音色完全发挥出来。1997年曾经代表马来西亚远到朝鲜半島参加全国艺术友谊赛。并在38个国家脫颖而出。得了全国最佳演译歌手奖。1999年小黑原与台湾唱片公司签约。正当在9月发片的时刻，却面临921大地震的侵袭。由于公司损失惨重。之后便自动性的和小黑解约。1998 年。小黑是首位艺人在马来西亚著名旅游胜地云顶-云星剧场》举办个人演唱会而创下佳绩。人数爆满。

## 专辑
小黑曾经灌录的个人福建专辑如下：
•阮是歹命人
•歹路吾通行
•一支针一条线
•咱是好兄弟
•爱拼拼到底
•一人一半感情不散
•男子汉
•好势了
•哈罗Brother 
•一定有希望
•拼出一片天
华语专辑如下：
•你曾经爱过我
•榕树下
•济公 # 水长流
•最想你的时候
•旧曲重篇华语经典专辑-2张
新年贺岁专辑个人 - 2 张。
全体艺人- 8 张。